# Luciana Genro
Luciana Genro Krebs (née le 17 janvier 1971, à Santa Maria (Rio Grande do Sul)) est une avocate et une femme politique brésilienne, candidate féministe à l'élection présidentielle en 2014 sous l'étiquette du Parti socialisme et liberté. 
Elle est la première des petits candidats (derrière Dilma Rousseff, Aécio Neves et Marina Silva), ou quatrième, avec 1,55 % des voix.
Luciana Krebs soutient les grèves, mouvements sociaux, les syndicats et les organisations de jeunes. 
Elle est la fille de Tarso Genro, l'ancien maire de Porto Alegre, ancien gouverneur du Rio Grande do Sul et promoteur sous Lula de programmes de discrimination positive, et du médecin Sandra Krebs.